# Eublemma leucanides
Eublemma leucanides is een vlinder uit de familie van de spinneruilen (Erebidae). De wetenschappelijke naam van deze soort werd voor het eerst voorgesteld als Thalpochares leucanides door Otto Staudinger in een publicatie uit 1889.
De soort komt voor in Kirgizië.